# 红河 (温尼伯湖)
红河，是美国与加拿大边境上的一条北美洲河流。

## 流向
会合博伊兹德苏河与奥特泰尔河形成。红河向北流经红河谷，位于美国明尼苏达州和北达科他州，最后流入加拿大马尼托巴省。红河大约880公里长，在它旅行的最后一站，飞落70米流入温尼伯湖。此时，它在巨大的三角形湿地奈特里沼泽地伸展开。
红河在鲁珀特地（Rupert's Land）最初的一部分流入了还是早期殖民地的加拿大，这里是毛皮交易和梅蒂人生存的中心，这里同样处于红河殖民地，一个初期的城市，最终成为了现在的温尼伯。

## 名称
在美国，有时红河被叫做“北红河”（Red River of the North），这是为了区别于其他同样名叫红河的河流。
红河起源于美国北达科他州沃珀顿和明尼苏达州布雷肯里奇，经过法戈和穆尔黑德，大福克斯和东大福克斯，这时进入加拿大马尼托巴省。在马尼托巴省的首府温尼伯，与阿希尼伯恩河会合。这条河最后流入温尼伯湖，成为哈德孙湾盆地的一部分。
红河流经从前平坦的远古冰原阿加西兹湖。

## 1997年洪水
1997年4月，红河水位迅速增长，最终导致了1997年红河洪水爆發。洪水袭击了美国的大福克斯，造成20亿美元的损失。这还导致了美国在亚特兰大内战烧火之前，最大规模的平民撤离。温尼伯市遭受了五亿加元的损失。在温尼伯，红河排水渠使得大多部分的洪水转向城市的周围。在1826年和1950年，同样发生了大规模洪水。在2006年4月，另外一场大洪水导致了格雷特纳美加国界附近的一场灾难。

## 图片

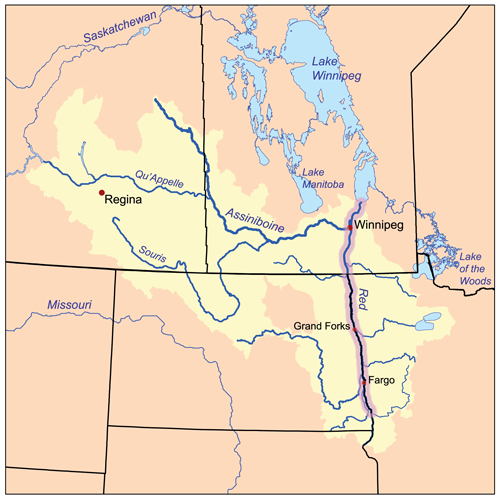
红河流域盆地的地图，红河用紫色突出显示
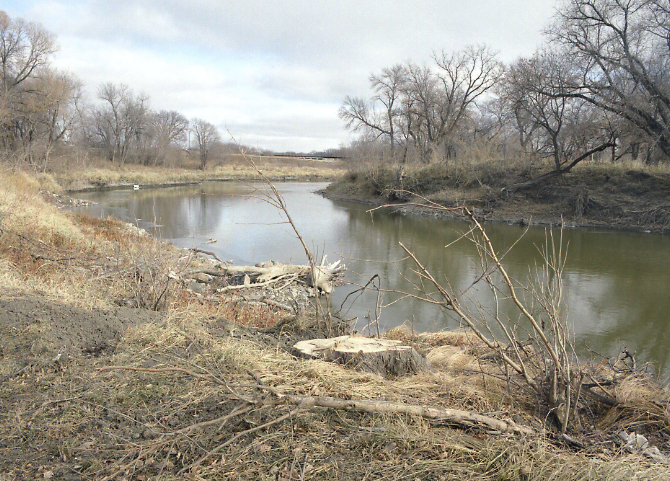
红河在法戈-穆爾黑德（英语：Fargo–Moorhead），摄于法戈城河岸
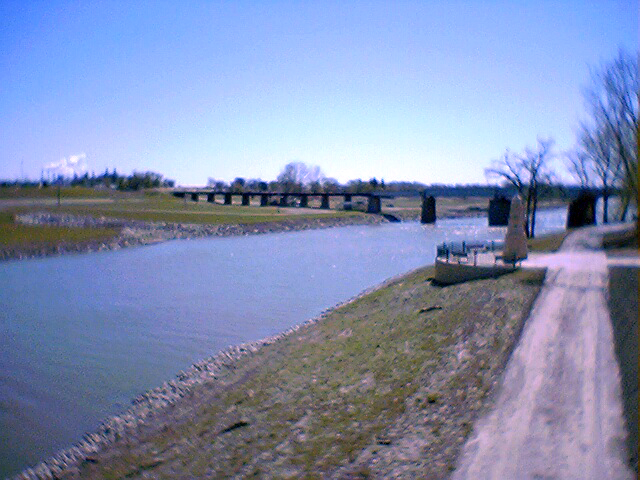
红河在格特大福克斯地區（英语：Greater Grand Forks），摄于大福克斯河岸